# Deep/arrival time
『deep / arrival time』（ディープ / アライバル・タイム）は、日本のバンドBRAHMANの1枚目のシングルである。1999年9月29日発売。発売元はトイズファクトリー。

## 概要
- 初のシングル
- 収録アルバム『A FORLORN HOPE』には2曲とも再録され若干のアレンジが変更されたバージョンとなっている。

## 収録曲
1. deep（1:59）
作詞：TOSHI-LOW、作曲・編曲：BRAHMAN
2. arrival time（3:31）
作詞：TOSHI-LOW、作曲・編曲：BRAHMAN